# Thilo Thielke
Thilo Thielke (* 24. Januar 1968 in Hannover; † 29. Oktober 2020 in Machame, Tansania) war ein deutscher Journalist und Buchautor.

## Leben
Thielke machte Abitur an der Tellkampfschule in Hannover. Ab 1985 schrieb er für die hannoversche Tageszeitung Neue Presse. 1990 entdeckte er das rumänische Kinderheim von Cighid, in dem vorwiegend Kinder mit Behinderungen unter unmenschlichen Bedingungen leben mussten und viele starben. Von 1990 bis 1996 arbeitete er für Spiegel TV und berichtete dort hauptsächlich über die Kriege in der Region des Balkan. 1997 wechselte er zum Spiegel und schrieb zunächst für das Deutschland-, dann das Sportressort. Von 2003 bis 2008 berichtete er für den Spiegel aus Nairobi, wo auch seine Kinder geboren wurden, danach aus Bangkok. Ab 2013 lebte er mit seiner Familie in Ostafrika und betrieb eine Lodge am Kilimandscharo. Von Februar 2018 bis zu seinem Tod war er freier Afrika-Korrespondent für die Frankfurter Allgemeine Zeitung. Er schrieb zuletzt von Kapstadt in Südafrika aus.
Seine Aufnahmen vom Darfur-Konflikt wurden 2007 beim 2. Fotofestival Mannheim, Ludwigshafen, Heidelberg gezeigt.
Thielke schrieb zahlreiche Bücher unter anderem über Zeitgeschichte, Länder wie Kenia, den Sudan und die Philippinen und den Fußballspieler Stan Libuda. 
Sein Buch Eine Liebe in Auschwitz, das es auf die Bestsellerliste des Spiegel schaffte, enthält Elemente der journalistischen Reportage, der historischen Dokumentation, des politischen Berichts und des biografischen Romans.
Er publizierte unter anderem bis 2017 im politischen Blog Achse des Guten und 2010 einen Artikel im Debattenmagazin The European, schrieb für Magazine wie den Stern und 2014 sowie 2016 zwei Artikel für die Weltwoche und produzierte Fernsehdokumentationen.
Thielke war verheiratet und Vater von einer Tochter und einem Sohn. Er starb auf einer Recherchereise in der Nacht zum 29. Oktober 2020 in seiner Lodge im Alter von 52 Jahren an einem Herzinfarkt.

## Ehrungen und Auszeichnungen
- 1996 Auszeichnung beim New York TV Festival für seine Reportage über Massengräber in Bosnien.[27]
- 2000 Nominierung für den Axel-Springer-Preis für junge Journalisten für seine Auschwitzreportage Auf dem Boden der Hölle.[28]
- 2008 Nominierung für den Liberty Award (für seine Darfur-Berichterstattung).[29]
- 2011 Nominierung (zusammen mit Khuê Pham) für den Deutschen Reporterpreis, Kategorie „Beste Webreportage“, für einen Beitrag über den Tod des italienischen Fotografen Fabio Polenghi in Bangkok.[30]
- 2014 Medienpreis der Kindernothilfe für eine Reportage über Kindersoldaten im Kongo.[31]

## Werke (Auswahl)
- „An Gott kommt keiner vorbei...“. Das Leben des Reinhard 'Stan' Libuda, Die Werkstatt, 1997, ISBN 978-3895333774.
- Eine Liebe in Auschwitz, Hoffmann und Campe, 2000, ISBN 978-3455150254.
- Krieg im Lande des Mahdi: Darfur und der Zerfall des Sudan, Magnus Essen, 2006, ISBN 978-3884005057.
- Kenia: Reportagen aus dem Inneren eines zerrissenen Landes, Brandes & Apsel, 2008, ISBN 978-3860998687.
- TraumFußball: Afrikanische Fußballgeschichten, Die Werkstatt, 2009, ISBN 978-3895336416.
- Philippinen: Unterwegs im Land der 7000 Inseln, Brandes & Apsel, 2011, ISBN 978-3860997116.
- Thailand 151: Portrait des farbenfrohen Königreichs in 151 Momentaufnahmen, Conbook Medien, 2013, ISBN 978-3943176438.
- Tansania – Reportagen und Reiseberichte aus dem Herzen Ostafrikas, Brandes & Apsel, 2015, ISBN 978-3955581107.